# Futbol Club Barcelona 1975-1976
Questa voce raccoglie le informazioni riguardanti il Futbol Club Barcelona nelle competizioni ufficiali della stagione 1975-1976.

## Rosa
| N. |                    | Ruolo | Calciatore                      |
| -- | ------------------ | ----- | ------------------------------- |
|    | Spagna (bandiera)  | P     | Pere Valentí Mora               |
|    | Spagna (bandiera)  | P     | Pedro María Artola              |
|    | Spagna (bandiera)  | D     | Migueli                         |
|    | Spagna (bandiera)  | D     | Quique Costas                   |
|    | Spagna (bandiera)  | D     | Antonio de la Cruz              |
|    | Spagna (bandiera)  | D     | Manuel Tomé Portela             |
|    | Spagna (bandiera)  | D     | Miquel Corominas                |
|    | Spagna (bandiera)  | D     | José Joaquín Albaladejo Gisbert |
|    | Spagna (bandiera)  | D     | Joaquim Rifé                    |
|    | Brasile (bandiera) | D     | Marinho Peres                   |
|    | Spagna (bandiera)  | D     | Antoni Torres                   |

| N. |                        | Ruolo | Calciatore             |
| -- | ---------------------- | ----- | ---------------------- |
|    | Spagna (bandiera)      | C     | Marcial                |
|    | Paesi Bassi (bandiera) | C     | Johan Neeskens         |
|    | Spagna (bandiera)      | C     | Juan Manuel Asensi     |
|    | Spagna (bandiera)      | C     | Tente Sánchez          |
|    | Spagna (bandiera)      | A     | Carles Rexach          |
|    | Paesi Bassi (bandiera) | A     | Johan Cruijff          |
|    | Spagna (bandiera)      | A     | Francisco Fortes Calvo |
|    | Perù (bandiera)        | A     | Hugo Sotil             |
|    | Argentina (bandiera)   | A     | Juan Carlos Heredia    |
|    | Spagna (bandiera)      | A     | Miquel Mir             |
|    | Spagna (bandiera)      | A     | Manuel Clarés          |

### Staff tecnico
- Allenatore: Hennes Weisweiler, poi dalla 29ª giornata Laureano Ruiz